# Cantón de Le Muy
El cantón de Le Muy era una división administrativa francesa, que estaba situada en el departamento de Var y la región de Provenza-Alpes-Costa Azul.

## Composición
El cantón estaba formado por tres comunas:
- Le Muy
- Puget-sur-Argens
- Roquebrune-sur-Argens

## Supresión del cantón de Le Muy
En aplicación del Decreto nº 2014-270 de 27 de febrero de 2014, el cantón de Le Muy fue suprimido el 22 de marzo de 2015 y sus 3 comunas pasaron a formar parte; dos del nuevo cantón de Roquebrune-sur-Argens y una del nuevo cantón de Vidauban.